# زهرا قنبری
زهرا قنبری (زاده ۱۴ اسفند ۱۳۷۰ در کنگاور) بازیکن فوتبال اهل ایران است که کاپیتان تیم ملی فوتبال زنان ایران است و در باشگاه فوتبال زنان خاتون بم بازی می کند..
پست اصلی او هافبک وسط است هم چنین در پست‌های دیگری چون مهاجم و دفاع هم برای تیم ملی بازی کرده‌است.
او در سال ۱۳۸۵ به عضویت تیم ملی ایران درآمد و در پایان فصل ۹۳–۹۴ به عنوان برترین بازیکن لیگ برتر فوتبال بانوان انتخاب شد.
همچنین او به عنوان نخستین لژیونر فوتبال بانوان ایران شناخته می‌شود و سابقه حضور در لیگ عراق و بازی در تیم گاز شمال کرکوک عراق را دارد.
وی در فصل ۹۷-۹۸ با ۵۱ گل زده خانم‌گل فوتبال ایران شد که این رکورد در تاریخ فوتبال ایران، در هر دو رده زنان و مردان، بی‌سابقه بوده است.

## حضور در تیم ملی ایران

### تیم ملی فوتبال جوانان
زهرا قنبری در سال ۸۴ توسط خانم وقاری سرمربی تیم ملی جوانان به این تیم دعوت شد. او در سال‌های ۸۹ و ۹۰ کاپیتان تیم ملی جوانان بود.

### تیم ملی فوتبال بزرگسالان
در سال ۸۵ و در پی درخشش در بازی تیم ملی جوانان ایران با آلمان به تیم ملی بزرگسالان دعوت شد.

## بهترین بازیکن لیگ بانوان
در پایان فصل ۹۳–۹۴، زهرا قنبری به عنوان بازیکن لیگ برتر فوتبال بانوان در فصل ۹۳–۹۴ انتخاب شد. شهیندخت مولاوردی، معاون رئیس‌جمهور وقت در بخش زنان و خانواده، جایزه بهترین بازیکن فوتبال بانوان را به زهرا قنبری اهدا کرد. او در آن فصل ۲۰ گل برای تیم شهرداری بم به ثمر رساند و بعد از سارا قمی برترین گلزن لیگ بانوان در آن فصل لقب گرفت و نقش مهمی را در قهرمانی شهرداری بم ایفا کرد.

## برترین گل زن فصل ۹۶–۹۷
زهرا قنبری برترین مهاجم فصل گذشته توانست با ۴۱ گل زده عنوان بهترین گل زن را به خود اختصاص دهد.

## افتخارات

### در بخش تیمی

#### شهرداری بم
- قهرمانی لیگ برتر فوتبال بانوان: ۹۲–۹۳، ۹۳–۹۴، ۹۸–۹۹[۶]
- نائب قهرمانی لیگ برتر فوتبال بانوان: ۹۵–۹۶[۷][۸]

#### تیم گاز شمالی عراق
- قهرمانی در لیگ عراق[۹]

### در بخش انفرادی
- برترین بازیکن فوتبال لیگ بانوان در فصل ۹۳–۹۴ [۳]
- سومین گل برتر ماه در برنامه ۹۰ و به انتخاب مردم (اردیبهشت ۹۶)
- خانم گل لیگ ۹۸-۹۷ با ۵۱ گل

## انتخاب بهترین گل ماه (اردیبهشت ۱۳۹۶)
گل زیبای او به تیم ملی ویتنام در بازی ایران-ویتنام که از نقطه ضربه ایستگاهی ثبت شد، در تاریخ ۱۳۹۶/۲/۱۱ در برنامه نود در بین برترین گل‌های ماه قرار گرفت و نهایتاً با کسب ۱۷۴٬۴۷۱ رای (۱۱ درصد کل آرا) به عنوان سومین گل برتر ماه انتخاب شد.